# Wayne See
Marshall Wayne See (Clemenceau, 3 novembre 1923 – Camp Verde, 22 luglio 2019) è stato un cestista statunitense, professionista nella NBA.